# Myron T. Herrick
Myron Timothy Herrick, född 9 oktober 1854 i Lorain County, Ohio, död 31 mars 1929 i Paris, var en amerikansk republikansk politiker och diplomat. Han var den 42:a guvernören i delstaten Ohio 1904-1906 och USA:s ambassadör i Frankrike 1912-1914 samt 1921-1929.
Herrick arbetade först som lärare och journalist. Han studerade sedan juridik och inledde 1878 sin karriär som advokat i Ohio. Han gick senare in i bankbranschen och arbetade som bankchef.
Herrick besegrade borgmästaren i Cleveland Tom L. Johnson i guvernörsvalet i Ohio 1903. Warren G. Harding valdes till viceguvernör. Herrick kandiderade 1905 till omval men förlorade mot utmanaren John M. Pattison.
USA:s president William Howard Taft utnämnde 1912 Herrick till ambassadör i Paris. Han återvände till USA två år senare. Herrick var republikanernas kandidat i senatsvalet 1916. Han förlorade mot demokraten Atlee Pomerene.
Herricks tidigare viceguvernör Harding vann presidentvalet i USA 1920. President Harding utnämnde sedan Herrick igen till ambassadör i Paris. Herrick tjänstgjorde därefter som ambassadör fram till sin död. Han drabbades av en hjärtinfarkt.
Herricks grav finns på Lake View Cemetery i Cleveland.